# قرار مجلس الأمن التابع للأمم المتحدة رقم 702
قرار مجلس الأمن التابع للأمم المتحدة رقم 702، الذي اعتمد بدون تصويت في 8 أغسطس 1991، بعد النظر بشكل منفصل في طلبي جمهورية كوريا (كوريا الجنوبية) و‌جمهورية كوريا الديمقراطية الشعبية (كوريا الشمالية) للانضمام إلى عضوية الأمم المتحدة، أوصى المجلس الجمعية العامة بقبول كوريا الجنوبية وكوريا الشمالية.
وفي 17 سبتمبر 1991، قبلت الجمعية العامة عضوية البلدين بموجب القرار 46/1.

## وصلات خارجية
- نص القرار على UN.org (PDF)